# بدر حامد
بدر حامد (انگلیسی: Badr Hamed؛ زادهٔ ۱۹۵۹) بازیکن فوتبال است.
وی همچنین در تیم ملی فوتبال مصر بازی کرده‌است.